# Wojna o sukcesję w Bretanii
Wojna o sukcesję w Bretanii 1341–1364 (zwana też wojną dwóch Joann) – konflikt pomiędzy dynastiami Chatillon (w hrabstwie Blois) oraz Montfort o sukcesję bretońską. Konflikt toczył się podczas pierwszej fazy wojny stuletniej.

## Wprowadzenie
Do roku 1341 Bretania rządzona była przez władców z dynastii Dreux, wywodzącej się z linii Kapetyngów. Książęta utrzymywali historyczne związki z Anglią a zwłaszcza hrabstwem Yorkshire. Książę Artur II (1262–1312) w pierwszym małżeństwie poślubił Marię de Limoges (1260–1291), w kolejnym zaś Jolantę de Dreux (1263–1322), hrabinę Montfort i wdowę po szkockim królu Aleksandrze III. Małżeństwo Artura i Marii miało trzech synów, wśród nich późniejszych następców Artura II – Jana III i Gwidona, hrabiego de Penthievere. Z Jolantą Artur miał kolejne potomstwo, między innymi syna Jana, hrabiego de Montfort-l'Amaury.
Po uzyskaniu tytułu księcia Jan III w pierwszych latach swojego panowania starał się unieważnić drugie małżeństwo swojego ojca, a tym samym pozbawić swoich krewnych praw do tronu. Zamierzenia te nie powiodły się jednak, a Jan III sam nie posiadający potomstwa, za głównego przeciwnika uznał swojego brata z drugiego małżeństwa Jana (w roku 1331 zmarł jego przyrodni brat Gwidon). Swoją siostrzenicę Joannę de Penthievre (la Boiteuse), jedyną córkę Gwidona uczynił spadkobierczynią tronu, po czym wydał ją w roku 1337 za Karola de Blois – drugiego syna potężnej rodziny hrabiowskiej i bratanka króla Filipa VI. W roku 1340 Jan III zmienił swoje stanowisko, godząc się ze swoim bratem i uznając go swoim następcą. Jan III zmarł 30 kwietnia 1341.
Obaj konkurenci do tronu nie podejmowali wprawdzie żadnych kroków prawnych, podjęli jednak rozmowy z królem Filipem VI. Król jako dziedzicznego spadkobiercę uznał swojego bratanka Karola de Blois, wbrew obowiązującemu Lex Salica, według którego władza należała się Janowi de Montfort.

## Zamach stanu Jana de Montfort
Ponieważ Karola de Blois popierała znaczna część szlachty, Jan de Montfort zdecydował się na radykalne działania. Zajął stolicę Nantes, przywłaszczając sobie skarb książęcy znajdujący się w Limoges, częściowo należący do Jana III. Po opuszczeniu Nantes w maju 1341 zwołał do siebie szlachtę i kler, z których jednak większa część nie pojawiła się. W czerwcu i lipcu przejął kontrolę nad zachodnimi rejonami kraju, by w sierpniu panować już nad większością księstwa. Pod jego kontrolą znajdowały się m.in. miasta Nantes, Rennes i Vannes. Następnie Jan de Montfort wyjechał do Anglii, gdzie uzyskał od króla Edwarda III wsparcie militarne. Król angielski nadał Janowi tytuł hrabiego Richmond.
Do tego momentu sukcesja bretońska była wewnętrzną sprawą Bretończyków. W południowo-zachodniej Francji od roku 1337 szalała jednak wojna stuletnia, przerwana w roku 1341 zawieszeniem broni. W każdej chwili spodziewano się jednak wybuchu nowych walk.

## Dekret paryski
Gdy król Filip VI dowiedział się o angielskich kontaktach Jana de Montfort, nakazał mu przyjazd do Paryża. Jan nie przyjął jednak zaproszenia, wobec czego król dnia 7 września 1341 w rozporządzeniu z Conflans, uznał Karola de Blois księciem Bretanii i nakazał konfiskatę wszystkich ziem należących do Jana de Montfort.

## Pierwsza faza wojny (1341–1343)
Do czerwca 1342 Edward III nie przejawiał aktywności we Francji, co było wynikiem podpisanego zawieszenia broni, a to z kolei było na rękę Filipowi VI, który mógł skoncentrować się na walce z niesfornym wasalem. W listopadzie 1341 Jan de Montfort zmuszony został do opuszczenia Nantes po dwutygodniowym oblężeniu. Z inicjatywą taką zwrócili się do niego mieszkańcy miasta, którzy zapewnili mu swobodny wyjazd w celu podjęcia rozmów z Karolem de Blois. Rozmowy zakończyły się jednak niepowodzeniem, a Jan został pojmany i wtrącony do więzienia.
Sprawę Montforta starała się kontynuować jego małżonka Joanna Flandryjska. Obawiając się o swoją pozycję na wschodzie kraju, której nie była w stanie bronić, założyła swoją kwaterę w Hennebont, miejscowości w zachodniej Bretanii. W Paryżu tymczasem szykowano się do odparcia wojsk Edwarda III w Calais, po wygaśnięciu zawieszenia broni. Większa część armii francuskiej została skierowana do walk z Anglikami, pozostawiając Karola de Blois bez pomocy. Karol okazał się jednak doświadczonym wojskowym, a jego armia zdobyła Rennes i Vannes.
Pod koniec listopada 1342 Edward III wylądował ze swoją armią w Breście i pomaszerował na Vannes. Oblężenie miasta przeciągało się, dając czas do nadejścia armii francuskiej. Do większych walk nie doszło jednak, gdyż królowie w dniu 19 stycznia 1343 podpisali kolejne zawieszenie broni w Vannes na wniosek papieża.

## Druga faza wojny (1343–1362)
Najważniejsze wydarzenia:
- 1343 – Jan de Montfort zostaje wypuszczony z więzienia. Wojska Karola de Blois przypuszczają atak na Hennebont, miasto Joanny Flandryjskiej jednak się broni. Do walk włączają się Anglicy, którzy podpisują z Karolem zawieszenie broni.
- 1344 – Karol de Blois zdobywa przy pomocy armii francuskiej Quimper, gdzie śmierć ponosi 2000 cywilów.
- 1345 – Jan de Montfort stara się bezskutecznie zdobyć Quimper, ponosi śmierć podczas oblężenia. Jego niepełnoletni syn Jan V staje się głównym pretendentem w walce o sukcesję. Sprawami politycznymi i militarnymi w jego imieniu zajmuje się Joanna Flandryjska.
- 1346 – Karol de Blois zostaje pojmany przez Anglików.
- 1355 – Karol de Blois wychodzi z więzienia po wpłaceniu okupu w wysokości pół miliona Ecu.

## Trzecia faza wojny (1362–1364)
- 29 listopada 1364 – Bitwa o Auray. Bertrand du Guesclin i Karol de Blois ponoszą porażkę w starciu z wojskami Jana V i angielskimi wojskami pod wodza Johna Chandosa. Karol de Blois ponosi śmierć podczas bitwy.
- 1365 – Jan V zostaje uznany księciem Bretanii, wdowa po Karolu podpisuje z nim porozumienie pokojowe w Guerande, zrzekając się praw sukcesyjnych. Jan V uznaje władzę króla francuskiego.

## Turniej trzydziestu
Wojna sukcesyjna nie obfitowała w wielkie starcia, była sceną licznych pojedynków rycerskich, oblężeń i mniejszych potyczek. Sławę zyskała dzięki tzw. turniejowi trzydziestu w dniu 27 marca 1351 r. Był to rycerski turniej, w którym trzydziestu rycerzy z obozu de Blois prowadzonych przez Roberta de Beaumanoir zmierzyło się z taką samą liczbą rycerzy z obozu de Montfort pod wodzą Roberta Bemborougha. Po zaciętej walce i śmierci Roberta Bemborougha oraz ośmiu jego towarzyszy, zwycięzcami turnieju zostali Francuzi. Mimo że turniej nie miał większego wpływu na działania wojenne, powstały o nim liczne legendy. W jednej z nich Robert de Beaumanoir, bardzo wyczerpany i krwawiący obficie z wielu ran poprosił w przerwie między walkami o coś do picia. Jego przeciwnik Robert Bemborough w odpowiedzi kazał mu pić własną krew...

## Następstwa
Po podpisaniu pokoju w Guerande konflikty w Bretanii trwały nadal, znajdując swój koniec w roku 1379. W wyniku trwających ponad 40 lat walk, konfiskat i trybutów ucierpiała najbardziej ludność cywilna. Mimo to miasta Nantes, Rennes i Quimper uzyskując liczne przywileje znacznie poprawiły swoją pozycję.